# Bregninge Sogn (Svendborg Kommune)

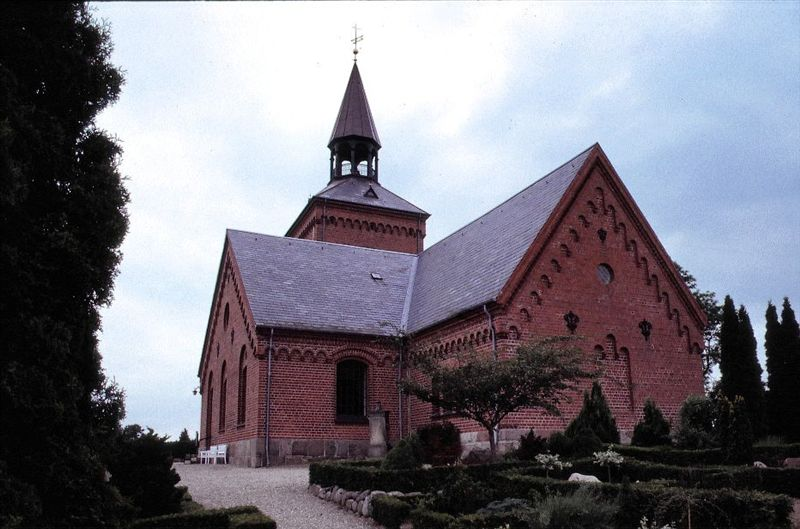
Bregninge Kirke

Bregninge Sogn ist eine Kirchspielsgemeinde (dän.: Sogn) auf der dänischen Insel Tåsinge.
Bis 1970 gehörte sie zur Harde Sunds Herred im damaligen Svendborg Amt, danach zur Svendborg Kommune im Fyns Amt, die wiederum im Zuge der Kommunalreform zum 1. Januar 2007 in der erweiterten Svendborg Kommune in der Region Syddanmark aufgegangen ist.
Am 1. Januar 2023 lebten im Kirchspiel 4273 Einwohner, davon 1356 in der Ortschaft Troense und 2345 in der Ortschaft Vindeby. Im Kirchort Bregninge selbst leben weniger als 200 Einwohner. Die „Bregninge Kirke“ liegt auf dem Gebiet der Gemeinde.
Nachbargemeinde ist im Süden Landet Sogn.